# Мала Пирешиця
Мала Пирешиця (словен. Mala Pirešica) — поселення в общині Жалець, Савинський регіон, Словенія. 
Висота над рівнем моря: 265,1 м.